# Harpo Marx
Arthur (Harpo) Marx (geboren als Adolph Marx; New York, 23 november 1888 – 28 september 1964) was een Amerikaans acteur, komiek en harpist.
Hij kreeg als geboortenaam Adolph, een naam die hij rond 1910 veranderde in Arthur, omdat Adolph te Duits klonk. Harpo was een van The Marx Brothers.
Hij leek qua uiterlijk en qua persoonlijkheid op zijn broer Chico, waardoor de twee weleens door elkaar gehaald werden. Zijn schoolcarrière bleef beperkt tot twee klassen lagere school. Vanaf z'n achtste ging hij niet meer naar school. Twee Ierse bullebakken op school hadden hem, toen de leraar er niet was, uit het raam gewerkt. Harpo zelf gaf aan dat dat kwam doordat hij klein voor zijn leeftijd was, omdat hij een hoge piepende stem had en omdat hij jood was.
Thuis leerde hij zichzelf piano spelen. Hij speelde, net als Chico, in clubs en in de bioscoop totdat zijn moeder Minnie hem meenam en liet optreden met z'n broers Groucho en Gummo. In zijn autobiografie "Harpo Speaks" vertelt Harpo dat dat debuut voor hem geen succes was: "Mijn reactie was direct en overweldigend. Ik deed het in m'n broek".
Harpo zou zich ontwikkelen tot de "sympathieke stomme". In de films zie je hem nooit praten. Hij blijft een lieve, naïeve persoonlijkheid. Hij is de man met het warrige rode haar, de hoge hoed en de regenjas. Met zijn autotoeter loopt hij steeds achter het vrouwelijk schoon aan, maar wel op zo'n manier dat je steeds het idee hebt dat wanneer hij beet zou hebben hij absoluut niet zou weten wat hij ermee aan zou moeten. Dit overigens in tegenstelling tot Chico, die de uitstraling heeft dat maar al te goed te weten.
Harpo is ook beroemd om zijn harpen, een instrument dat hij blijkbaar goed kon bespelen. Hij bezat zelf meerdere exemplaren. In de films zie je hem met allerlei soorten van harpen terug, uiteenlopend van een lier tot het klankbord van een gesloopte piano. En steeds weer met een nieuwe harp. Onmiskenbaar is wel zijn muzikale talent.

Verder is in de film ook Harpo's regenjas een fenomeen. Daar haalt hij allerlei dingen onder vandaan, variërend van een aan twee kanten brandende kaars, een enorme rol touw, of een vis. Je kon het haast zo gek niet bedenken.
Harpo was een liefhebber van "practical jokes". Maar wel zo dat hij nooit iemand met zijn grappen kwetste. In zijn autobiografie zijn daar een aantal voorbeelden van te vinden.

Harpo was geliefd, en eenmaal gehuwd, heeft hij zich aan zijn gezin met vier geadopteerde kinderen gewijd. Zijn huwelijk met Susan Fleming is met het huwelijk van zijn broer Gummo Marx in 1936 het meest succesvolle van de Marx Brothers.

In september 1964 onderging Harpo een hartoperatie, een voor die tijd nieuwe operatie die hij niet heeft overleefd. Harpo is op 75-jarige leeftijd overleden.

## Films waarin Harpo Marx verschenen is
| film                         | jaar | rol                   |
| ---------------------------- | ---- | --------------------- |
| Humor Risk                   | 1921 | Watson, Detective (?) |
| Too Many Kisses              | 1925 | Peter Pan             |
| The Cocoanuts                | 1929 | Harpo                 |
| Animal Crackers              | 1930 | De Professor          |
| Monkey Business              | 1931 | Verstekeling          |
| The House That Shadows Built | 1931 |                       |
| Horse Feathers               | 1932 | Pinky                 |
| Hollywood on Parade No.5     | 1932 |                       |
| Duck Soup                    | 1933 | Pinky                 |
| A Night at the Opera         | 1935 | Tomasso               |
| La Fiesta de Santa Barbara   | 1935 |                       |
| A Day at the Races           | 1937 | Stuffy                |
| Room Service                 | 1938 | Faker Englund         |
| At the Circus                | 1939 | Punchy                |
| Go West                      | 1940 | Rusty Panello         |
| The Big Store                | 1941 | Wacky                 |
| Stage Door Canteen           | 1943 |                       |
| Screen snapshot No. 110      | 1943 |                       |
| Hollywood canteen            | 1944 |                       |
| The All-Star Bond Rally      | 1945 |                       |
| A Night in Casablanca        | 1946 | Rusty                 |
| Love Happy                   | 1949 | Harpo                 |
| The Story of Mankind         | 1957 | Isaac Newton          |

- Biblioteca Nacional de España: XX949883
- Bibliothèque nationale de France: cb11914931s (data)
- Gemeinsame Normdatei: 119437589
- International Standard Name Identifier: 0000 0001 1068 9962
- Library of Congress Control Number: n82028187
- MusicBrainz: 2929b3fa-a778-45e1-97a2-67df3a618fa2
- National Archives and Records Administration: 10569276
- Nationale Bibliotheek van Tsjechië: xx0162836
- Nationale Bibliotheek van Israël: 987007265014005171
- Nationale Bibliotheek van Polen: a0000003050365
- Nederlandse Thesaurus van Auteursnamen: 070734887
- LIBRIS: 225821
- SNAC: w6sg3k90
- Système universitaire de documentation: 027014541
- Trove: 914695
- Virtual International Authority File: 68932575
- WorldCat: E39PBJc7RDrpkphFPccj4f3G73